# Gornji Crnogovci
Gornji Crnogovci is een plaats in de gemeente Staro Petrovo Selo in de Kroatische provincie Brod-Posavina. De plaats telt 138 inwoners (2001).